# Marco Carta
Marco Carta (Cagliari, 21 maggio 1985) è un cantante italiano.
Ha cominciato la propria attività musicale nel 2008, grazie alla vittoria ottenuta al talent show Amici di Maria De Filippi. Il successo del cantante è culminato con il primo posto al Festival di Sanremo 2009, durante il quale ha presentato il singolo La forza mia. Nel corso della sua carriera ha ricevuto vari riconoscimenti, tra cui vari TRL Awards e Music Awards, due Venice Music Awards, due Kids' Choice Awards, due Latin Music Italian Awards, un Premio Barocco, un Premio Roma Videoclip.
Parallelamente alla sua carriera di cantante, ha all'attivo la pubblicazione di un'autobiografia, Ho una storia da raccontare e l'esperienza come doppiatore nel film d'animazione Impy Superstar - Missione Luna Park.

## Biografia
Nato nel 1985 a Cagliari, all'età di 8 anni perde il padre, malato di leucemia, e a 10 anni anche la madre, affetta da tumore, venendo pertanto affidato alla nonna materna insieme a suo fratello maggiore.

### Primi anni,Ti rincontrerò(2007-2008)
Il 20 ottobre 2007 entra a far parte degli alunni della settima edizione del talent show Amici di Maria De Filippi nella categoria dei cantanti. Il 16 aprile 2008 vince il programma, con il 75% delle preferenze, ottiene quindi un premio di 300.000 euro e firma un contratto con la Warner Music Italy.
Il primo singolo del cantante è Ti rincontrerò, tratto dall'omonimo album uscito il 13 giugno dall'etichetta Warner Music Italy/Atlantic Records e che ha raggiunto la terza posizione della Classifica FIMI Album. Durante l'estate 2008 incomincia il tour promozionale dell'album.
Il 3 ottobre viene pubblicato In concerto, primo album dal vivo del cantante, che raggiunge la decima posizione nella Classifica FIMI Album. Il 1º dicembre dello stesso anno, durante la seconda edizione del Premio Internazionale What's Up Giovani Talenti, gli viene assegnato il Premio come Miglior Giovane Talento 2008 (Miglior voce emergente).
Partecipa al film d'animazione Impy Superstar - Missione Luna Park come doppiatore e interprete della cover That's the Way (I Like It) inserita nella colonna sonora.

### Vittoria al Festival di Sanremo,La forza mia(2009)

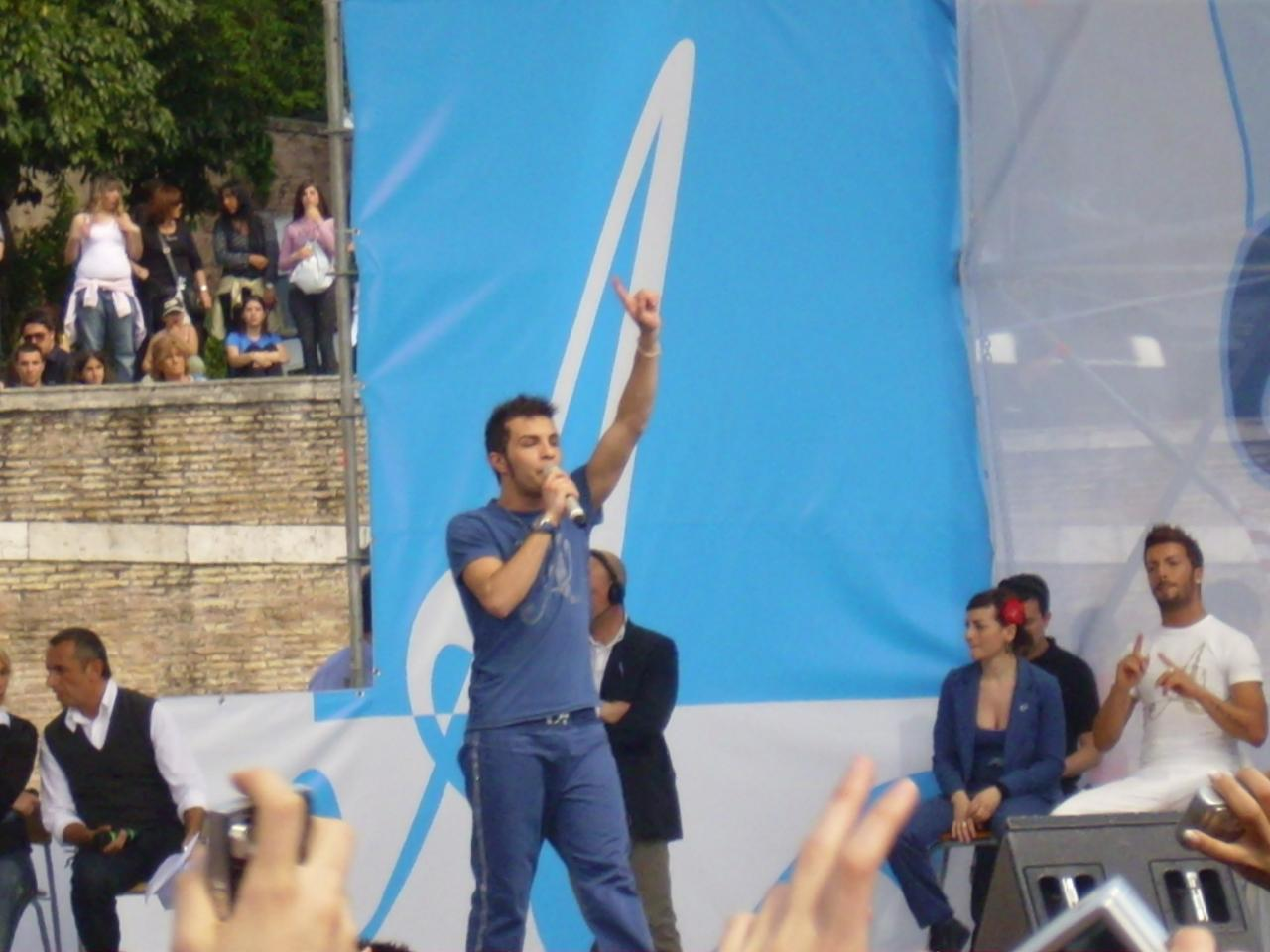
Marco Carta in concerto a Roma

Il 21 febbraio 2009 vince, con il 57,62% delle preferenze, il 59º Festival di Sanremo nella categoria Artisti con il brano La forza mia scritto da Paolo Carta. Il singolo ha stazionato per ben 6 settimane consecutive alla seconda posizione della Top Singoli, risultando a fine anno l'11º brano più scaricato del 2009. Il 20 febbraio viene pubblicato il suo secondo album in studio, La forza mia, che raggiunge la seconda posizione nella Classifica FIMI Album e conquista il disco di platino con le 70 000 copie.
Nell'aprile 2009 viene distribuito il suo secondo singolo: Dentro ad ogni brivido. Il 16 maggio Carta vince i premi Man of the Year e Best #1 of the Year, nell'ambito dei TRL Awards 2009. Il 30 aprile incomincia il Marco Carta Tour 2009. Nello stesso anno Carta vince due Wind Music Awards per i dischi di platino conseguiti con gli album Ti rincontrerò e La forza mia (più un premio speciale RTL 102.5), il premio Sirmione Catullo 2009 come rivelazione dell'anno, e poi il Venice Music Awards 2009 come miglior artista dell'anno. Il 16 settembre conclude, dopo 5 mesi, il tour estivo e il 26 settembre Dentro ad ogni brivido viene votata come Hit Summer Song 2009 al Coca Cola Live @ MTV - The Summer Song.
Il 2 ottobre entra in rotazione radiofonica il singolo Resto dell'idea, terzo estratto dall'album La forza mia. Il 17 dicembre viene pubblicata in esclusiva su dada.it, la cover di John Lennon Imagine.

### Il cuore muove(2010-2011)
Poco prima della pubblicazione del nuovo disco di inediti, precisamente a partire dal mese di aprile, Carta ha fatto da testimonial al nuovo canale targato Mediaset, La 5.
Anticipato dal singolo Quello che dai, scritto da James Morrison e riadattato in italiano da Marco Carta, il 25 maggio 2010 viene pubblicato l'album Il cuore muove. A proposito dell'album, durante un'intervista Carta ha dichiarato: "È un lavoro fatto in tanti mesi, sono stato fermo per riprendermi la vita in mano. Ho voluto scegliere tutti i pezzi con lentezza per capire quanto fossero forti". Dall'album, che ha raggiunto la seconda posizione della classifica italiana, è stato estratto anche il singolo Niente più di me, entrato in rotazione radiofonica il 10 settembre 2010. A maggio 2011 l'album viene certificato disco d'oro per le 30 000 copie vendute.
Nel 2011 il cantante vince i TRL Awards 2011 nella categoria Best Talent Show Artist. Nel mese di aprile Carta esordisce nella musica classica; al cantante è infatti affidata la voce recitante nell'opera di Sergej Sergeevič Prokof'ev, Pierino e il lupo.

### Necessità lunatica(2012-2013)
Il 19 novembre 2011 Marco Carta fa ritorno nella scuola di Amici per registrare il suo nuovo disco, insieme al suo manager Alfredo Cerruti Jr.. Intitolato Necessità lunatica, il disco è stato pubblicato il 10 aprile 2012 ed è stato anticipato il 23 marzo da Mi hai guardato per caso.
Il 31 marzo 2012 vince il Nickelodeon Kids' Choice Awards come Miglior Cantante Italiano, inoltre incomincia un nuovo percorso ad Amici partecipando con altri colleghi vincitori e no del programma alla prima edizione di Amici Big. Tra le cover eseguite durante il programma entrano in classifica Si tú no vuelves alla sesta posizione, Alta Marea alla nona, E penso a te alla sesta e Come se non fosse stato mai amore alla decima. Dopo aver vinto tutte le Golden share per il brano più scaricato ed essere stato sempre primo al televoto per tutta la durata della gara, unico concorrente che vede i singoli cantati durante la gara entrare in classifica Fimi, Carta, primo al televoto viene messo quarto dalla giuria, che determina più sessioni di televoto e si classifica terzo.
A luglio riceve il Premio Barocco con la seguente motivazione: Affinché l'energia, la grinta e l'enorme carica di sincerità artistica siano uno spunto per tutti i più giovani pugliesi, il comitato ha deciso di attribuire uno speciale Terra del Sole Award a Marco Carta.
In Italia intanto, dall'ultimo album viene estratto, il 7 settembre, il secondo singolo (che dà il titolo al suo album) Necessità lunatica, presentato durante il concerto di Alessandra Amoroso ed Emma Marrone all'Arena di Verona. A settembre 2012 Marco Carta incide il suo primo singolo in spagnolo, grazie al contratto con la Warner Music Spain: si tratta della versione spagnola di Mi hai guardato per caso intitolato Casualmente miraste, pubblicato in contemporanea dal 21 settembre in Spagna, Argentina, Cile e Italia. Nel novembre 2012 i singoli Mi hai guardato per caso e Necessità lunatica vengono certificati disco d'oro per le oltre 15.000 vendite in digitale. Il 18 gennaio 2013 è uscito il terzo singolo Scelgo me.
Il 29 gennaio 2013 è uscita una special box del cantante contenente i suoi primi 5 album: Ti rincontrerò del 2008, In concerto sempre del 2008, La forza mia del 2009, Il cuore muove del 2010 e Necessità lunatica del 2012.
Nel febbraio 2013 riceve una nomination ai Kids' Choice Awards 2013 nella categoria Miglior cantante italiano, risultando vincitore il seguente 24 marzo.
L'8 aprile 2013 il singolo Scelgo me, terzo estratto dell'album Necessità lunatica, viene certificato disco d'oro per le oltre 15 000 copie vendute. Il 26 aprile 2013 entra in rotazione radiofonica il quarto singolo, Ti voglio bene che esordisce alla decima posizione della Top Singoli. Il 28 giugno 2013, esce il quinto singolo estratto, Fammi entrare, singolo che successivamente raggiunge la nona posizione della Top Singoli.
A giugno presenzia, nella categoria Big del Summer Festival 2013, evento composto da quattro tappe svoltesi a piazza del Popolo a Roma; il successivo spettacolo viene mandato in onda su Canale 5, il mese seguente, suddiviso in quattro puntate.
Nel mese di settembre Marco Carta riceve due nomination ai World Music Awards 2013 nella categoria Best Song con le due canzoni Ti voglio bene e Fammi entrare e come Best video con Ti voglio bene. Nello stesso mese inoltre riceve una nomination ai Latin Music Italian Awards nella categoria Best International Male Artist Or Group per poi vincerlo.
Nel mese di dicembre Carta riceve il Premio Roma Videoclip come Special Award per i brani Ti sorriderò e Dentro ad ogni brivido contenuti nel cortometraggio Insieme.

### Come il mondo, altre attività (2014-2016)
Nel corso di un'intervista radiofonica il cantante afferma di star lavorando alla realizzazione del nuovo progetto discografico, esattamente il quinto album in studio della sua carriera. Ha dichiarato che all'interno ci saranno tipologie musicali diverse, alcune di queste si potranno avvicinare a un pop-rock americano e affronterà anche temi sociali. Attraverso i social network nel mese di luglio 2015 annuncia la fine ufficiale della registrazione del nuovo album.
Il singolo atto ad anticipare il disco è stato Splendida ostinazione, pubblicato il 16 giugno 2014. Il singolo è stato scritto da Federica Camba e Daniele Coro (che ne hanno curato la produzione insieme ad Alfredo Cerruti) e ha debuttato in vetta alla Top Singoli; successivamente è stato presentato dal vivo in occasione della partecipazione di Carta al Summer Festival 2014, candidandosi al Premio RTL 102.5 - Canzone dell'estate 2014. Il singolo è stato inoltre certificato disco di platino dalla FIMI per le oltre 30 000 copie vendute.
Il 20 settembre il cantante ha preso parte alla seconda edizione di Buon compleanno Mimì al Teatro Dal Verme, in onore e ricordo di Mia Martini. Nello stesso mese inoltre riceve due candidature ai Latin Music Italian Awards nella categoria Best International Male Video Of The Year con Splendida ostinazione, per poi vincerlo e Best International Male Artist Or Group Of The Year.
Il 1º dicembre ha pubblicato l'EP natalizio Merry Christmas, contenente sei brani classici dedicati al Natale. I brani del disco hanno visto la partecipazione di un'orchestra di 34 elementi ed è caratterizzato da arrangiamenti e atmosfere tra pop e swing. Da esso è stato estratto Jingle Bell Rock, entrato in radio due giorni più tardi e accompagnato in tale giorno dal relativo videoclip. L'EP ha debuttato alla 13ª posizione della Classifica FIMI Album.
Il 5 giugno 2015 esce il singolo Ho scelto di no, il secondo estratto dal quinto album; il relativo videoclip è stato presentato tre giorni più tardi in anteprima sul sito di Vanity Fair, apparendo sul canale YouTube il 9 dello stesso mese. Il brano ha raggiunto la 22ª posizione della Top Singoli, ed è stato presentato al Summer Festival 2015, venendo candidato al Premio RTL 102.5 - Canzone dell'estate 2015. Il 23 giugno 2015 esce il suo primo libro, edito da Mondadori, intitolato Ho una storia da raccontare. Il libro riscuote un buon successo commerciale entrando nelle classifiche letterarie sia tra i Best Seller sia tra gli ebook più venduti su iTunes. Il 21 settembre 2015 Ho scelto di no viene certificato disco d'oro per le oltre 25 000 copie vendute in digitale. Nello stesso mese inoltre riceve due nomination ai Latin Music Italian Awards nella categoria Best International Male Video Of The Year con Ho scelto di no e Best International Male Artist Or Group Of The Year.
Il 3 febbraio 2016 viene ufficializzata la sua presenza come concorrente dell'undicesima edizione del reality show L'isola dei famosi che ha inizio il 9 marzo. Resterà sull'isola 55 giorni, venendo eliminato in semifinale con il 36% dei voti.
Il 22 aprile esce Non so più amare il terzo singolo estratto dal nuovo album, promosso nello stesso anche dal relativo videoclip. Come il mondo viene pubblicato ufficialmente il 27 maggio 2016 e debutta in quinta posizione nella Classifica FIMI Album. Nel mese di giugno Carta prende parte alla quarta edizione del Summer Festival con il brano Non so più amare. Il 22 luglio 2016 esce Stelle, quarto singolo estratto dall'album. La canzone è scritta da Andrea Amati, Giulia Anania, Marta Venturini e Valerio Carboni. Il relativo lyric video viene pubblicato su YouTube il 2 agosto 2016.
Il 10 settembre 2016 riceve il Premio Navicella Sardegna, premio assegnato a personalità sarde di nascita o di adozione che abbiano dato lustro all'isola.

### Tieniti forteeBagagli leggeri(2017-presente)
Attraverso i social network, Carta annuncia l'uscita del suo sesto album in studio Tieniti forte, previsto per il 26 maggio 2017 e anticipato il 21 aprile dal singolo Il meglio sta arrivando, scritto da Davide Simonetta, Raige e Luca Chiaravalli. Nel periodo antecedente alla pubblicazione dell'album, iTunes ha reso disponibili in anteprima anche i brani Dalla stessa parte e Finiremo per volerci bene. L'album esordisce nella Classifica FIMI Album alla quinta posizione e alla decima nella classifica dei vinili. Nel maggio 2017 sull'emittente televisiva Nickelodeon va in onda uno spot che annuncia che Carta sarà l'interprete della sigla del cartone animato Spongebob. Dal settembre dello stesso anno prende parte come concorrente alla settima edizione di Tale e quale show su Rai 1, uscendone come vincitore.
Il 21 giugno 2019 è stato pubblicato il settimo album Bagagli leggeri, composto da dieci brani e promosso dal relativo tour. Nello stesso anno è uscito Libero di amare, scritto da Carta stesso e Marco Rettani ed edito da Baldini & Castoldi.
Il 6 novembre 2020, in collaborazione con Angemi, Carta ha pubblicato il singolo Domenica da Ikea insieme al relativo video. Due anni più tardi ha reso disponibile il singolo Sesso romantico scritto in collaborazione con Marco Rettani e Matteo Faustini e prodotto da Enrico Palmosi.
Nel febbraio del 2024 partecipa allo spin-off Tale e quale Sanremo, mentre l'anno seguente ha partecipato al San Marino Song Contest, la selezione del Titano all'Eurovision Song Contest, con il brano Solo fantasia, classificandosi al dodicesimo posto.

## Discografia

### Album in studio
- 2008 – Ti rincontrerò
- 2009 – La forza mia
- 2010 – Il cuore muove
- 2012 – Necessità lunatica
- 2016 – Come il mondo
- 2017 – Tieniti forte
- 2019 – Bagagli leggeri

### Album dal vivo
- 2008 – In concerto

### Singoli Digitali
- 2020 –  Domenica da Ikea
- 2021 –  Mala suerte
- 2022 – Sesso Romantico
- 2022 –  (Forse) Non mi basti più
- 2023 – Supernova
- 2024 –  Voragine
- 2025  – Solo fantasia

## Tournée
- 2008 – Ti rincontrerò tour
- 2009 – La forza mia tour
- 2010 – Il cuore muove tour
- 2012 – Necessità lunatica tour
- 2016 – Come il mondo tour
- 2018 – Tieniti forte tour
- 2019 – Bagagli leggeri tour
- 2023 – Supernova tour
- 2024 – Voragine tour
- 2025 – Solo fantasia tour

## Riconoscimenti
2008
- Premio primo classificato nella settima edizione di Amici di Maria De Filippi[69]
- Premio Internazionale What's Up Giovani Talenti[70]
- Soundsblog Fan Awards[71]

2009
- Primo classificato della cinquantanovesima edizione del Festival di Sanremo[72][73][74][75]
- Premio Sirmione Catullo 2009 come rivelazione dell'anno[76]
- Targa come Cittadino illustre della città di Cagliari[77]
- TRL Awards come Man of the Year e Best #1 of the Year per La forza mia[78][79]
- Wind Music Awards come Premio CD Platino per gli album Ti rincontrerò e La forza mia[80]
- Premio RTL 102.5[81]
- Venice Music Awards come Artista maschile dell'anno[82][83]
- Premio come Hit Summer Song 2009 al Coca Cola Live @ MTV - The Summer Song con Dentro ad ogni brivido[84]

2010
- Venice Music Awards come Miglior voce maschile 2010[85][86][87]

2011
- TRL Awards come Best Talent Show Artist[88][89][90]
- Wind Music Award per l'album Il cuore muove[91][92]

2012
- Kids' Choice Awards come Miglior cantante italiano[93]
- Premio Barocco come Terra del Sole Award[27]
- Targa nella Strada del Festival di Sanremo in Via Matteotti a Sanremo, per il brano La forza mia

2013
- Kids' Choice Awards come Miglior cantante italiano[94]
- Premio Roma Videoclip come Special Award per i brani Ti sorriderò e Dentro ad ogni brivido (contenuti all'interno del cortometraggio Insieme)[44]
- Premio Personalità Europea alla 43ª edizione della Giornata d'Europa[95]
- Latin Music Italian Awards come Best International Male Artist Or Group[43]

2014
- BoxMusica Top Summer come miglior artista dell'estate 2014[96]
- Latin Music Italian Awards come Best International Male Video Of The Year con Splendida ostinazione[97]

2016
- BoxMusica come miglior artista del 2016[98]
- Premio Navicella Sardegna[99]
- Mtv fanfight 2016[100]

2017
- All Music Italia come Canzone dell'estate del 2017[101]

### Candidature
2013
- Nomination agli MTV Italia Awards come Artist Saga[102]
- Nomination ai World Music Awards come Best Song con Ti voglio bene e Fammi entrare
- Nomination ai World Music Awards come Best Video con Ti voglio bene

2014
- Nomination agli MTV Italia Awards come Artist Saga[103]
- Nomination come RTL 102.5 - Canzone dell'estate 2014 con Splendida ostinazione[49]
- Nomination come Canzone dell'estate 2014 con Splendida ostinazione per il sondaggio indetto da TV Sorrisi e Canzoni[104]
- Nomination ai Latin Music Italian Awards come Best International Male Artist Or Group Of The Year[105]

2015
- Nomination a #SanremoLeague con il brano La forza mia[106]
- Nomination agli MTV Italia Awards come Artist Saga[107]
- Nomination come RTL 102.5 - Canzone dell'estate 2015 con Ho scelto di no[61]
- Nomination ai Latin Music Italian Awards come Best International Male Artist Or Group Of The Year[108]
- Nomination ai Latin Music Italian Awards come Best International Male Video of the Year con Ho scelto di no

2016
- Nomination agli MTV Italia Awards come Artist Saga
- Nomination agli MTV Italia Awards come MTV Italia Awards Stars
- Nomination come RTL 102.5 - Canzone dell'estate 2016 con Non so più amare